# Personnages de MI-5
Cet article présente les personnages de la série télévisée MI-5 (Spooks).

## Personnages actuels
- Peter Firth (VF : Vincent Grass) : Harry Pearce - Chef du département de contre terrorisme du MI5
- Nicola Walker (VF : Françoise Cadol) : Ruth Evershed - Analyste du GCHQ (2.02 à 5.06 et depuis 8.01)
- Shazad Latif : Tariq Massod - Technicien et analyste (depuis 8.02)
- Max Brown : Dimitri Levendis - Officier de renseignement du MI5 (depuis 9.01)
- Simon Russell Beale : William Towers - Secrétaire d'État à l'Intérieur (Home Secretary) (depuis 9.01)
- Lara Pulver : Erin Watts - Officier supérieur de renseignement du MI5 (depuis 10.01)
- Geoffrey StreatFeild : Calum Reed - Technicien et analyste (depuis 10.01)

## Anciens personnages
Classés par ordre chronologique de départ de la série.

### Équipe du MI-5
- Richard Armitage (VF : Stéphane Ronchewski) : Lucas North - Officier supérieur du MI5 puis chef de la section D (7.01-9.08)
- Sophia Myles : Beth Bailey - Officier de renseignement du MI5 (9.01-9.08)
- Hermione Norris (VF : Véronique Biefnot) : Ros Myers - Transfuge du MI6, Officier supérieur du MI5 puis chef de la section D (5.01 à 6.08 et 7.01-8.08)
- Miranda Raison (VF : Marie Zidi) : Jo Portman - Officier de renseignement du MI5 (4.05 à 8.03)
- Hugh Simon (VF : Denis Boileau) : Malcolm Wynn-Jones - Technicien (1.01 à 8.01, invité 9.05)
- Gemma Jones (VF : ) : Connie James - Officier supérieur et analyste du MI5 (6.02 à 7.08)
- Robert East : Sir Richard Dolby - Directeur général du MI5 (7.02-7.07)
- Alex Lanipekun (VF : Laurent Morteau) : Ben Kaplan - Officier de renseignement du MI5 (6.05 à 7.07)
- Rupert Penry-Jones (VF : Damien Ferrette) : Adam Carter - Transfuge du MI6, Officier supérieur du MI5 puis chef de la section D (3.01 à 7.01)
- Raza Jaffrey (VF : Maël Davan-Soulas) : Zafar Younis - Officier de renseignement du MI5 (3.10 à 6.01)
- Rory MacGregor (VF : Constantin Pappas) : Colin Wells - Technicien (1.02 à 5.01)
- Olga Sosnovska (VF : Magali Barney) : Fiona Carter - Transfuge du MI6 et Officier supérieur du MI5 (invité : 3.04, 3.07 à 4.07)
- David Oyelowo (VF : Gilles Morvan) : Danny Hunter - Officier de renseignement du MI5 (1.01 à 3.10)
- Shauna Macdonald : Sam Buxton - Analyste du MI5 (2.01 à 3.10)
- Keeley Hawes (VF : Céline Mauge) : Zoe Reynolds - Officier de renseignement du MI5 (1.01 à 3.06)
- Matthew Macfadyen (VF : Damien Boisseau) : Tom Quinn - Officier supérieur du MI5 et chef de la section D (1.01 à 3.02 ; apparition 10.06)
- Jenny Agutter : Tessa Phillips - Officier supérieur du MI5 et chef de la Section K (1.01 à 1.06, invité: 2.09)
- Graeme Mearns (VF : Vincent Crouzet) : Jed Kelley - Agent administratif (1.01 à 1.06)
- Lisa Faulkner (VF : Marianne Leroux) : Helen Flynn - Analyste du MI5 (1.01 à 1.02)
- Shazad Latif : Tariq Massoud - Technicien (8.02 à 10.02)

### Autres agences
- Iain Glen : Vaughn Edwards - Ancien agent travaillant pour une organisation internationale (9.01-9.08)
- Genevieve O'Reilly : Sarah Caulfield - Agent de la CIA et officier de liaison avec le MI5 (8.01-8.08)
- Brian Protheroe : Sam Walker - Directeur de la branche londonienne de la CIA (8.02-8.04)
- Peter Sullivan : Viktor Sarkisian - Chef du bureau du FSB à Londres (7.08-8.01)
- Matthew Marsh : Bob Hogan - Officier de liaison de la CIA au Royaume-Uni (6.01-6.10)
- Anna Chancellor (VF : Véronique Augereau) : Juliet Shaw - Coordinatrice de la Sécurité Nationale (4.01-5.02 et 5.06-5.08, invitée : 6.08)
- Tim McInnerny : Oliver Mace - Président du Comité Central du Renseignement (3.01-5.05)
- Megan Dodds (VF : Juliette Degenne) : Christine Dale - Agent de la CIA (invitée : 1.01 et 2.02-3.01)
- Hugh Laurie (VF : Michel Papineschi) : Jools Siviter - Haut responsable du MI6 (invité : 1.04-1.05)

### Ministres britanniques
Ces ministres britanniques fictifs supervisent les actions de l'équipe de la Section D ou incarnent d'autres personnages au cours de certains épisodes.
- Tobias Menzies : Andrew Lawrence - Secrétaire d'État à l’Intérieur (Home Secretary) (8.07-8.08)
- Robert Glenister : Nicholas Blake - Secrétaire d'État à l'Intérieur (Home Secretary) (5.01-8.06, invité : 9.01)
- Jill Baker : Rachel Beauchamp - Secrétaire d'État des Affaires étrangères et du Commonwealth (Foreign Secretary) (7.06)
- Selina Cadell : Gillian Calderwood - Chancelier de l'Échiquier (Chancellor of the Exchequer) (7.05)
- Angela Bruce : Ruth Chambers - Secrétaire d'État aux Affaires étrangères (Foreign Secretary) (6.07)
- Cheryl Campbell : Caroline Fox - Vice-Premier ministre du Royaume-Uni (Deputy Prime Minister) (5.10)
- Alex Jennings : James Allan - Secrétaire d'État aux Affaires étrangères (Foreign Secretary) (5.04)

### Autres
- Laila Rouass : Maya Lahan - Ex-petite amie de Lucas North (9.01-9.08)
- Paloma Baeza : Elizabeta Starkova - Ex-femme de Lucas North (7.02-7.05)
- Richard Harrington : Will North - Fiancé de Zoe Reynolds (3.02-3.07)
- Natasha Little (VF : Catherine Cyler) : Dr Vicki Westbrook - Ancienne petite-amie de Tom Quinn (2.01 à 2.06)
- Enzo Cilenti : Carlo Franceschini - Ancien petit-ami de Zoe Reynolds (2.01-2.04)
- Esther Hall (VF : Marie Chevalot) : Ellie Simm - Ancienne petite-amie de Tom Quinn (1.01 à 2.01)
- Heather Cave (VF : Marie Dehors) : Maisie Simm - Fille de Ellie Simm (1.01 à 2.01)